# 지나 롤로브리지다
지나 롤로브리지다(이탈리아어: Gina Lollobrigida, 1927년 7월 4일 ~ 2023년 1월 16일)는 이탈리아의 배우, 사진가이다.

## 이력
1946년 영화 《Aquila nera》로 영화배우 첫 데뷔하였다. 1950년대부터 1960년대 초까지 전세계적으로 유명한 유럽의 섹스 심벌 배우였다. 이후 배우로서의 활동이 줄어들었을 때에는 포토저널리스트와 건축가로도 명성을 날렸다. 1970년대에는 피델 카스트로와의 독점 인터뷰를 따내는 특종을 거머쥐었다.

## 작품 목록
- 시골 여인 (1953)
- 빵과 사랑과 꿈 (1953)
- 비트 더 데블 (1953)
- 로마의 여인 (1954)
- 세상에서 가장 아름다운 여인 (1955)
- 노틀담의 꼽추 (1956)
- 솔로몬과 시바의 여왕 (1959)
- 9월이 오면 (1961)
- Venere Imperiale (1962)
- 애인 관계 (1968)